# 里昂级战列舰
里昂級戰艦（英語：Lyon-class）是法國海軍在1913年設計的戰艦，並預計於1915年開始建造。本級艦計畫建造4艘，前2艘以法國城市里昂與里爾命名，後2艘以法國著名海軍將領亞伯拉罕·杜肯與安內·伊拉里翁·德·科唐·圖爾維爾命名。設計上從諾曼第級戰列艦改進而來，主砲預計採用16門340公釐45倍徑1912年式主砲在4座四聯裝砲塔內，然而因第一次世界大戰在1914年8月爆發，法國軍方為了將軍工生產優先配給陸軍，迫使4艘里昂級戰艦建造計畫全數終止。

## 設計
1910年，法國海軍開始啟動無畏艦建造計畫，隨即法國第一艘無畏艦孤拔級戰艦問世。法國海軍接著在隔年開始建造3艘布列塔尼级战列舰，並在1912年開始研發諾曼第級戰列艦，而里昂級的研發工作也同時在1912年展開。設計部門針對新戰艦提出幾項計畫，排水量預計在27,000公噸（27,000長噸；30,000短噸）到29,000公噸（29,000長噸；32,000短噸）之間，主砲配置有14或16門340（13英寸）口徑主砲、8或10門380（15英寸）口徑主砲、12門305（12.0英寸）口徑主砲等3種方案；主砲塔配置同時也有3種方案，分別為全四聯裝、全雙聯裝、四聯裝與雙聯裝混搭等。
法國海軍隨後於1913年訂購4艘里昂級戰艦，並計畫於1915年開始建造。此時設計部門認為若搭配新的380（15英寸）口徑主砲會延宕設計時程，因而決定以340（13英寸）口徑主砲替代，以便能加速時程。在最早期的設計中，主砲數量預計14門，排水量約在27,500公噸（27,100長噸；30,300短噸），船體長185（607英尺）。然而到了1913年11月24日時，設計部門決定更改設計，將主砲數量增至16門，並配置在4座四聯裝砲塔內。前兩艘艦里昂號與里爾號預定在1915年1月1日開始建造，杜肯號與圖爾維爾號則預定在1915年4月1日開始建造，但因第一次世界大戰在1914年8月初爆發，法國軍方為了將軍工生產優先配給陸軍，4艘里昂級戰艦建造計畫全部取消。

### 同型艦
| 船名       | 造船廠                               | 架設日期     | 結局                           | 附註  |
| ---------- | ------------------------------------ | ------------ | ------------------------------ | ----- |
| 里昂號     | 聖納澤爾羅亞爾阿特利耶和尚提耶造船廠 | 1915年1月1日 | 因第一次世界大戰爆發而取消建造 | [ 2 ] |
| 里爾號     | 濱海拉塞訥新地中海铸造与建设公司     | 1915年1月1日 | 因第一次世界大戰爆發而取消建造 | [ 2 ] |
| 杜肯號     | 布雷斯特兵工廠                       | 1915年4月1日 | 因第一次世界大戰爆發而取消建造 | [ 2 ] |
| 圖爾維爾號 | 洛里昂兵工廠                         | 1915年4月1日 | 因第一次世界大戰爆發而取消建造 | [ 2 ] |

### 武器配備及裝甲
里昂級戰艦的主要武器預計採用16門340公釐45倍徑1912年式主炮，並配置在4座四聯裝砲塔內；而主砲塔全設置在船軸心線上。不過關於主砲塔配置有多種版本存在；根據《康威世界舰艇全集》（Conway's All the World's Fighting Ships）指出4座主砲的其中1座在前甲板，1座在船舯，2座以超射布局配置於後甲板；但在《美國砲兵期刊》（Journal of United States Artillery）中則指出主砲配置預計為2座在前甲板，2座在後甲板，並且皆以超射布局方式配置。
四聯裝主砲塔重1,500公噸（1,500長噸；1,700短噸），內配有電力瞄準系統與油壓升降裝置。4門砲管以成對方式用支架支撐；並以40（1.6英寸）厚的水密隔艙分隔。每一對火炮配有專屬的彈藥升降機與彈藥庫，使其能同時或各自獨立開火。主砲射程範圍可達16,000（52,000英尺），裝填速度為每分鐘2發。340公釐口徑主炮使用重540（1,190磅）的穿甲彈，其槍口初速為800每秒（2,600英尺每秒）。
次要武器預計採用24門138.6公釐55倍徑1910年式火砲或是其他新式自動化版本，每門火砲以單裝方式安置於船體上。該火砲使用重36.5（80磅）砲彈，其槍口初速為830每秒（2,700英尺每秒）。另外，艦上預計安裝40（1.6英寸）口徑或47（1.9英寸）口徑防空炮；甚至還計畫在船體水線下的區域安裝6座魚雷管。裝甲佈局部分預計以諾曼第級為基礎，但為了改進水線以下的裝甲防禦，在砲塔及上層甲板的裝甲厚度上會比諾曼第級還薄一些。

### 推進系統
里昂級的艦體垂標間距為190（620英尺），船全長194.5（638英尺）。艦寬29（95英尺），吃水深度約8.65至9.2（28.4至30.2英尺），滿載排水量預估在29,000公噸（29,000長噸；32,000短噸）。設計部門在推進系統上提出2種方案，第1種是參考諾曼第級首艦諾曼第號，採用蒸汽渦輪發動機與三胀式蒸汽机混和搭配；第2種則是參考諾曼第級第4艘艦貝亞恩號，採用全渦輪發動機系統；但最終因本級艦提前取消建造而未決定最終方案。設計人員甚至想把齒輪傳動汽輪機納入考量內，因該系統在恩賽尼·加博爾德號驅逐艦上運作穩定性良好。在最終方案裡，預計配置4組推進系統，共可產生43,000匹軸馬力（32,000千瓦特），航速達23節（43每小時；26英里每小時），艦上的鍋爐則計畫放置在兩座煙囪的船舯下方。

## 流行文化
- 由戰遊網營運的戰艦世界，於 0.7.1 版本中新增法國主力艦科技樹，其中的VII級戰艦便是里昂級。[9]

## 註腳
1. ↑  Gardiner & Gray 1984，第190–191頁.
2. 1 2 3 4 5 6 7  Gardiner & Gray 1984，第199頁.
3. 1 2  O'Brien 2001，第47頁.
4. ↑  Wilmott 2009，第143頁.
5. ↑  Journal of the United States Artillery 1915，第377頁.
6. ↑  Friedman 2011，第209頁.
7. ↑  Friedman 2011，第207頁.
8. ↑  Friedman 2011，第225頁.
9. ↑  . World of Warships.   [2018-03-09]. （原始内容存档于2018-03-10） （中文（臺灣））.